# برنارد فیشر (بازیکن فوتبال)
برنارد فیشر (انگلیسی: Bernard Fisher؛ زادهٔ ۲۳ فوریهٔ ۱۹۳۴ – ۷ آوریل ۲۰۲۲) بازیکن فوتبال اهل بریتانیا بود.
از باشگاه‌هایی که در آن بازی کرده بود می‌توان به باشگاه فوتبال هال سیتی و باشگاه فوتبال برادفورد سیتی اشاره کرد.